# Hiến chương của Tổ chức các quốc gia châu Mỹ
Hiến chương của Tổ chức các quốc gia châu Mỹ (tiếng Anh: Charter of the Organization of American States) là một Hiệp ước lập ra Tổ chức các Quốc gia châu Mỹ. Hiến chương này được ký kết ở Hội nghị quốc tế các quốc gia châu Mỹ lần thứ 9 ngày 30 tháng 4 năm 1948, tổ chức tại Bogotá, Colombia, và có hiệu lực từ ngày 13.12.1951.
Hiến chương này đã được tu chính bởi: 
- Nghị định thư Buenos Aires (27.2.1967)
- Nghị định thư Cartagena (5.12.1985)
- Nghị định thư Washington (14.12.1992)
- Nghị định thư Managua (10.6.1993)

Các nước châu Mỹ đã ký kết Hiến chương này là:
- Argentina (1948)
- Bolivia (1948)
- Brasil (1948)
- Chile (1948)
- Colombia (1948)
- Costa Rica (1948)
- Cuba (1948) – Do nghị quyết của kỳ họp tham vấn các bộ trưởng ngoại giao lần thứ 8 (năm 1962), Cuba đã bị khai trừ khỏi Tổ chức các quốc gia châu Mỹ, tuy nhiên năm 2009 Tổ chức này đã ra nghị quyết AG/RES. 2438 (XXXIX-O/09) chấm dứt hiệu lực của nghị quyết nói trên.
- Ecuador (1948)
- El Salvador (1948)
- Hoa Kỳ (1948)
- Guatemala (1948)
- Haiti (1948)
- Honduras (1948) hiện nay bị đình chỉ.
- México (1948)
- Nicaragua (1948)
- Panama (1948)
- Paraguay (1948)
- Peru (1948)
- Cộng hòa Dominica (1948)
- Uruguay (1948)
- Venezuela (1948)
- Antigua và Barbuda (1967)
- Barbados (1967)
- Trinidad và Tobago (1967)
- Jamaica (1969)
- Grenada (1975)
- Suriname (1977)
- Dominica (1979)
- Saint Lucia (1979)
- Saint Vincent và Grenadines (1981)
- Bahamas (1982)
- Saint Kitts và Nevis (1984)
- Canada (1990)
- Belize (1991)
- Guyana (1991)